# Ханс, Тобиас
Тобиас Теодор Ханс (нем. Tobias Theodor Hans, род. 1 февраля 1978, Нойнкирхен) — германский политик, член ХДС, премьер-министр Саара (2018—2022).

## Биография
В 1997 году окончил гимназию имени Христиана фон Манлиха в Гомбурге, до 1998 года проходил альтернативную гражданскую службу в клинике психосоматических заболеваний района Мюнхвис в Нойнкирхене. Изучал в Саарском университете бизнес-информатику, информационную науку и англистику, с 1998 по 2005 год продолжая работать в той же психосоматической клинике, в 2007 году прекратил посещать университет и таким образом остался без диплома.
В 2006—2007 годах являлся научным сотрудником фракции ХДС в ландтаге Саара. С 2007 по 2009 год состоял личным референтом земельного министра юстиции, труда, здравоохранения и социального обеспечения — сначала Йозефа Хекена, затем Герхарда Фигенера. По итогам выборов 30 августа 2009 года избран в ландтаг Саара в округе Нойнкирхен, 24 ноября 2015 избран лидером фракции.
1 марта 2018 года после ухода Аннегрет Крамп-Карренбауэр на должность генерального секретаря ХДС депутаты ландтага Саара большинством в 40 голосов из 51 избрали Ханса новым министром-председателем земельного правительства.
19 октября 2018 года 95,5 % (298 из 312) делегатов съезда саарского ХДС в Нойнкирхене при личной поддержке канцлера Ангелы Меркель и Аннегрет Крамп-Карренбауэр проголосовали за избрание Ханса лидером земельного отделения партии.
25 апреля 2022 года депутаты нового созыва Саарского ландтага, в котором ХДС получил 19 мест, а СДПГ — 29, утвердили Анке Релингер в должности главы земельного правительства.